# NBC
En-Bi-Si (engl. NBC; National Broadcasting Company) američka je televizijska mreža i nekadašnja radio-mreža sa sedištem u Rokfeler centru u Njujorku, zajedno sa većim kancelarijama blizu Los Anđelesa i Čikagu. Nadimak „Paun mreža” (енгл. Peacock Network) stekla je zbog svog svog logoa, koji prikazuje pauna u duginim bojama; logo je prvi put prikazan 1956. zbog početka emitiranja u boji i postao je službeni logotip mreže od 1979.
Uspostavljena je 1926. kao deo korporacije RCA (Radio korporacije Amerike) i najstarija je mreža u SAD-u. Godine 1986, Dženeral Elektrik otkupljuje RCA zajedno s NBC-om u kupovini vrednoj 6,4 milijarde dolara. Godine 2003, francuska medijska firma Vivendi spojila je svoje delove sa GE-om, formirajući tako NBC Univerzal. Komkast je 2011. otkupio firmu, te otkupio preostali udeo Dženeral Elektrika 2013.
NBC sačinjava 11 televizijskih postaja i gotovo 200 podružnica širom SAD-a i njihovih teritorija, od kojih je nekoliko dostupno i u Kanadi; NBC takođe poseduje dozvole za licenciranje međunarodnih kanala u Južnoj Koreji i Nemačkoj.

## Istorija

### Radio
Tokom ranog razdoblja poslovnih konsolidacija u radijskoj industriji, radijska firma Radio korporacija Amerike (RCA) otkpila je udeo njujorške radio stanice WEAF od firme AT&T. Deoničar RCA-a, preduzeće Vestinghaus, premestila je 1923. godine pionirsku stanicu WJZ iz Nevarka, Nju Džerzi u RCA u Njujork Sitiju. Nakon uspeha stanice WEAF, RCA je video prednost zajedničkog emitovanja, te nakon dobijanja licence za stanicu WRC iz Vašingtona 1923, pokušao je odašilje zvuk između dva grada pomoću nisko kvalitetnih telegramskih linija, ali su napori završili s lošim uspehom. Godine 1925, nakon što je AT&T odlučio da mu stanica WEAF više nije od koristi, odlučeno je da se proda RCA-u.
RCA je potrošio milion dolara za kupovinu stanica WEAF i WCAP, zatim je potonja stanica ukinuta i spojena sa WRC-om; te je krajem 1926. najavila da stvara novu podružnicu zvanu National Broadcasting Company. Vlasništvo podružnice podeljeno je između RCA (većinski partner sa 50% udela), Dženeral Elektrika (30% udela) i Vestinghausa (20% udela). NBC je s emitovanjem službenoo započeo 15. novembra 1926. godine.
Dve glavne stanice WEAF i WJZ, zajedno su radile kao deo NBC-a. Dana 1. januara 1927, NBC im je dodelio novu ulogu i nove nazive „Crvena mreža” emitirala je sponzirani zabavni program, dok je „Plava mreža” većinom emitovala prenose vesti i kulturnih programa. NBC se 5. aprila 1927. proširio i na Zapadnu obalu SAD-a, sa „Narančastom mrežom”, koja je ukinuta 1936.
Godine 1927, NBC se premestio na Petu aveniju na Menhetnu,, međutim brzo je prerastao svoja postrojenja do 1933. godine. Godine 1930, Dženeral Elektrik je optužen za povredu antitrusta, te je odlučio da odovoji od RCA iz svog poseda. Nova nezavisna kompanija potpisala je najam da premesti sedište u novoizgrađeni Rokfeler centar 1931. godine. Kada se RCA 1933. premestio u novi kompleks, postao je glavni stanar 30 Rokfeler plaže, tada znane kao „RCA zgrada”.
Godine 1934, radio mreža NBS uložila je žalbu američkom Federalnom odboru za komunikacije (FCC), tvrdeći da je nemoguće osnovati nove radio stanice, jer je većinsko tržište u vlasništvu NBC-a i -a (engl. Columbia Broadcasting System). Nakon niza istraga FCC-a za monopol, odbor je 1939 je odlučio da NBC-ove dve mreže drže većinu tržišta i odredio je -u da jednu od svoje dve mreža (plavu ili crvenu) odvoji iz svog vlasništva. Iako je RCA uložio žalbu, ona je odbijena i 1941. odlučeno je da se proda plava mreža. Dve su mreže službeno odvojile svoja postrojenja 8. januara 1942. Plava je mreža kolokvijalno nazivana „Blue”, dok je crvena mreža prozvana jednostavno „NBC”.
Nakon odbijanja zadnje žalbe Vrhovnom sudu SAD-a u maju 1943, RCA je prodao plavu mrežu novoj kompaniji ABC (engl. American Broadcasting Company) za 8 miliona dolara. Plava mreža, odnosno The Blue Network, službeno je postala ABC 15. juna 1945, nakon što je prodaja dovršena.
U zlatnim godinama radija, NBC postaje dom nekih od najpopularnijih izvođača i radijskih programa, te su NBC-ove postaje često bile najmoćnije u državi. Krajem 1940-ih, rival  stekao je prednost sa potezom da dopusti radijskim zvezdama da koriste svoje lične produkcijske kuće, zbog čega mnogi popularni izvođači, počevši sa najpopularnijom radijskom osobom Džekom Benijem, prelaze u CBS. Osim toga, mnoge zvezde NBC-a prelaze na televiziju. Kako bi održao radijske programe živim i suprotstavio se CBS-u, NBC počinje da emituje The Big Show u novembru 1950, koji je okupio mnoge prestižne komičare i dramatičare, ali početni uspeh emisije nije dugo trajao, s obzirom da većina publike prelazi na televiziju.
Dana 18. oktobra 1975, NBC je započeo s emitovanjem informativnog programa NBC News, koji je donosio najnovije vesti s trajanjem do 55 minuta po satu lokalnim stanicama. Program je privukao nekoliko desetaka radijskih stanica; međutim, NBC je do jeseni 1976. odlučio da ukine program zbog neprofitabilnosti. NBC je prvi započeo s emitovanjem radijskog tok šoa koji je uključivao učešće gledalaca u diskusijama putem telefonskih poziva.
Dženeral Elektrik je 1986. ponovo otkupio RCA, što je postao početak kraja NBC radija. GE je odlučio da radijska industrija više nije profitablina; osim toga, u to je vreme još na snazi bila odluka FCC-a o manjim pravima mrežama koje emituju radijske i televizijske programe. Do 1990. godine, NBC Radio prestao je da postoji kao nazavisna radijska mreža. Do kraja 1990-ih, Vestvud Van je emitovao većinu programa NBC radija. Dana 1. marta 2012, preduzeće Dial Global najavilo je ukudanje CNN radija i proširenje NBC-ovog radijskog programa. Ovo je značilo da će prvi put od kupovine NBC-ovog radija NBC imati 24-satni radijski program.

### Televizija

#### Počeci
i predsednik Dejvid Sarnof privukli su naviše pažnje na Svetskoj izložbi u Njujorku 1939. uvođenjem električnog televizora i pokreće raspored regularnog programa na NBC-RCA televizisjoj stanici u Njujork Sitiju. Predsednik Franklin D. Ruzvelt pojavio se 30. aprila 1939. na izložbi pred NBC-ovom kamerom, postavši tako prvi američki predsednik snimljen na televiziji. Prenos se odašiljao iz NBC-ove njujorške stanice W2XBS i gledalo ga je oko hiljadu ljudi u radijusu od oko 64 km od odašiljača na Empajer stejt bildingu. Idućeg dana, 1. maja, četiri modela RCA-ovih televizora pušteni su u prodaju javnosi u raznim dućanima u Njujorku, te su reklamirani u raznim novinama. Razni proizvođači su 1938. nudili kućne televizore u iščekivanju početka emitovanja TV programa u aprilu 1939. Krajem godine, NBC je počeo da snima razne fudbalske i bejzbolske utakmice u području Njujork Sitija, odradivši tako prve prenose u istoriji televizije.
Pretpostavlja se da je prvi NBC-ov televizijski program emitovan 12. januara 1940, kada je prikazana predstava zvana Meet The Wife, snimljena u studijima u Rokfeler centru. Otprilike u to vreme se poneki specijal prikazivao u Filadelfiji. Najambiciozniji program NBC televizije u predratnom razdoblju bio je prenos konvencije Republikanske stranke u Filadelfiji u leto 1940. godine, koji se prenosio uživo u Njujork Sitiju. Međutim, uprkos velikom reklamiranju RCA-a, prodaje televizora u Njujorku tokom 1939/40 bile su razočaravajuće, većinom zbog visokih cena, ali i zbog manjka regularnih televizijskih programa. Većina televizora otišlo je u kafiće, hotele i druga javna mesta, gde je javnost pratila vesti i sportske prenose.
Kad se eksperimentalna faza televzije okončala i FCC je dopustio punopravno komercijalno emitovanje 1. jula 1941. godine, NBC-ova stanica W2XBS u Njujorku dobila je prvu komercijalnu licencu, uzevši novo ime WNBT. Prva službena plaćena televizijska reklama u svetu emitirana je je istog dana na WNBT-u; bila je to reklama proizvođača satova Bulova, u trenutcima pre prenosa bejzbolskog susreta Bruklin Dodžersa. U reklami se nalazila testna kartica sa sa slovima WNBT, koja su modifikovani tako da podsećaju na sat, zajedno sa fukncionalnim kazaljkama i logotipom preduzeća. Među prvim programima emitovanim na stanici WNBT bili su The Sunoco News, zajednički prenos radijske emisije NBC-a koju je sponzirao Sunoko; amaterski boks; teniska nadmetanja; programi organizacije USO; emisija natecanja u spelovanju; nekoliko igranih filmova; i prenos kviza Truth or Consequences.

## Literatura
- Hilmes, Michele (2007). NBC: America's Network. University of California Press. ISBN 9780520250819.
- Robinson, Marc (2002). Brought to You in Living Color: 75 Years of Great Moments in Television and Radio from NBC. Wiley.

## Spoljašnje veze
- Zvanični veb-sajt
- Official History and Milestones for NBC Universal
- Museum of Broadcast Communications – NBC History
- NBC Logo Creation History